# Snovik
Snovik je gručasto naselje v Občini Kamnik. Nahaja se v skrajnem severozahodnem delu Posavskega hribovja leži na južnih vznožjih odrastkov planote Menine, v plitvi grapi potoka Snoviška, nad spodnjim delom Tuhinjske doline.
Pred naseljem se nahajajo Terme Snovik, ki poleg kopanja v zunanjem in pokritem bazenu na vodnih površinah 1000 m², nudijo še druge storitve. Termalna voda s temperaturo okoli 30 Cº je bogata z kalcijem in magnezijem. Sama lega Term Snovik v osrčju Kamniško savinjskih Alp obiskovalcem omogoča tudi druge rekreacijske aktivnosti, sprehode, kolesarjenje in planinarjenje.

## Izvor krajevnega imena
Sodeč po srednjeveških zapisih se je kraj prvotno imenoval Jesenovnik. Krajevno ime je bilo izpeljano iz poimenovanja po drevesu jệsen. Prvotno ime kraja torej  pomeni jesenov gozd. V arhivskih zapisih se kraj omenja okoli leta 1400 kot Gessenobik ter 1477 kot Gesenobitz in Gesenouitz. 